# قائمة بعثات حفظ السلام للأمم المتحدة

مهمات حالية
مهمات سابقة

تحتوي هذه المقالة علي قائمة بعثات حفظ السلام للأمم المتحدة هي عمليات لقوات حفظ السلام التابعة للأمم المتحدة. تم إقرار هذه البعثات منذ إنشاء منظمة الأمم المتحدة في 1945 وكانت أولها سنة 1948 وهي هيئة الأمم المتحدة لمراقبة الهدنة في الشرق الأوسط.

منذ إنشائها قامت الأمم المتحدة بتنظيم 71 بعثة ومهمة، منهم 55 سابقة ومنتهية و16 حالية وجارية.

## مهمات منتهية (55)

### أفريقيا
| تواريخ المهمة | اسم المهمة                                                               | الاختصار   | المكان                       | النزاع                               | الموقع الرسمي |
| ------------- | ------------------------------------------------------------------------ | ---------- | ---------------------------- | ------------------------------------ | ------------- |
| 1960 - 1964   | عملية الأمم المتحدة في الكونغو                                           | ONUC       | جمهورية الكونغو الديمقراطية  | أزمة الكونغو                         |               |
| 1988 - 1991   | بعثة الأمم المتحدة الأولى للتحقق في أنغولا                               | UNAVEM I   | أنغولا                       | الحرب الأهلية الأنغولية              |               |
| 1989 - 1990   | فريق الأمم المتحدة للمساعدة في فترة الانتقال                             | UNTAG      | ناميبيا                      | حرب الاستقلال الناميبية              |               |
| 1991 - 1995   | بعثة الأمم المتحدة الثانية للتحقق في أنغولا                              | UNAVEM II  | أنغولا                       | الحرب الأهلية الأنغولية              |               |
| 1992 - 1994   | عملية الأمم المتحدة في موزمبيق                                           | ONUMOZ     | موزمبيق                      | الحرب الأهلية الموزمبيقية            |               |
| 1992 - 1993   | عملية الأمم المتحدة الأولى في الصومال                                    | UNOSOM I   | الصومال                      | الحرب الأهلية الصومالية              |               |
| 1993 - 1997   | بعثة مراقبي الأمم المتحدة في ليبريا                                      | UNOMIL     | ليبيريا                      | الحرب الأهلية الليبيرية الأولى       |               |
| 1993 - 1994   | بعثة مراقبي الأمم المتحدة في أوغندا - رواندا                             | UNOMUR     | رواندا/ أوغندا               | الحرب الأهلية الرواندية              |               |
| 1993 - 1996   | بعثة الأمم المتحدة لمساعدة رواندا                                        | UNAMIR     | رواندا                       | الحرب الأهلية الرواندية              |               |
| 1993 - 1995   | عملية الأمم المتحدة الثانية في الصومال                                   | UNOSOM II  | الصومال                      | الحرب الأهلية الصومالية              |               |
| 1994          | فريق مراقبي الأمم المتحدة لقطاع أوزو                                     | UNASOG     | تشاد/ ليبيا                  | نزاع قطاع أوزو                       |               |
| 1995 - 1997   | بعثة الأمم المتحدة الثالثة للتحقق في أنغولا                              | UNAVEM III | أنغولا                       | الحرب الأهلية الأنغولية              |               |
| 1997 - 1999   | بعثة مراقبي الأمم المتحدة في أنغولا                                      | MONUA      | أنغولا                       | الحرب الأهلية الأنغولية              |               |
| 1998 - 1999   | بعثة مراقبي الأمم المتحدة في سيراليون                                    | UNOMSIL    | سيراليون                     | الحرب الأهلية في سيراليون            |               |
| 1998 - 2000   | بعثة الأمم المتحدة في جمهورية أفريقيا الوسطى                             | MINURCA    | جمهورية إفريقيا الوسطى       | التمرد في جمهورية أفريقيا الوسطى     |               |
| 1999 - 2005   | بعثة الأمم المتحدة في سيراليون                                           | UNAMSIL    | سيراليون                     | الحرب الأهلية في سيراليون            |               |
| 2000 - 2008   | بعثة الأمم المتحدة في إثيوبيا وإريتريا                                   | UNMEE      | إرتريا/ إثيوبيا              | الحرب الإثيوبية الإريترية            |               |
| 2003 - 2004   | عملية الأمم المتحدة في ساحل العاج                                        | MINUCI     | ساحل العاج                   | الحرب الأهلية الإيفوارية الأولى      |               |
| 2004 - 2007   | عملية الأمم المتحدة في بوروندي                                           | ONUB       | بوروندي                      | الحرب الأهلية البوروندية             |               |
| 1999 - 2010   | بعثة منظمة الأمم المتحدة لتحقيق الاستقرار في جمهورية الكونغو الديمقراطية | MONUC      | جمهورية الكونغو الديمقراطية  | حرب الكونغو الثانية                  |               |
| 2007 - 2010   | بعثة الأمم المتحدة في جمهورية أفريقيا الوسطى وتشاد                       | MINURCAT   | جمهورية إفريقيا الوسطى/ تشاد | نزاع دارفور النزاع بين تشاد والسودان |               |
| 2005 - 2011   | بعثة الأمم المتحدة في السودان                                            | UNMIS      | السودان                      | الحرب الأهلية السودانية الثانية      |               |
| 2004-2017     | عملية الأمم المتحدة في ساحل العاج                                        | UNOCI      | ساحل العاج                   | الحرب الأهلية الإيفوارية الأولى      |               |
| 2003-2018     | بعثة الأمم المتحدة في ليبيريا                                            | UNMIL      | ليبيريا                      | الحرب الأهلية الليبيرية الثانية      |               |

### الأمريكيتين
| تواريخ المهمة | اسم المهمة                                                                         | الاختصار | المكان              | النزاع                              | الموقع الرسمي |
| ------------- | ---------------------------------------------------------------------------------- | -------- | ------------------- | ----------------------------------- | ------------- |
| 1965 - 1966   | بعثة الأمم المتحدة إلى جمهورية الدومينيكان                                         | DOMREP   | جمهورية الدومينيكان | الحرب الأهلية في الدومينيكان        |               |
| 1989 - 1992   | فريق مراقبي الأمم المتحدة في أمريكا الوسطى                                         | ONUCA    | أمريكا الوسطى       | الثورة النيكاراغوية                 |               |
| 1991 - 1995   | فريق مراقبي الأمم المتحدة في أمريكا الوسطى وبعثة مراقبي الأمم المتحدة في السلفادور | ONUSAL   | السلفادور           | الحرب الأهلية السلفادورية           |               |
| 1993 - 1996   | بعثة الأمم المتحدة في هايتي                                                        | UNMIH    | هايتي               | انقلاب 1991 والحكم العسكري في هايتي |               |
| 1996 - 1997   | بعثة الأمم المتحدة للدعم في هايتي                                                  | UNSMIH   | هايتي               | استقرار الديمقراطية في هايتي جديدة  |               |
| 1997          | بعثة الأمم المتحدة للتحقق في غواتيمالا                                             | MINUGUA  | غواتيمالا           | الحرب الاهلية الغواتيمالية          |               |
| 1997          | بعثة الأمم المتحدة الانتقالية في هايتي                                             | UNTMIH   | هايتي               | تدريب الشرطة الوطنية الهايتية       |               |
| 1997 - 2000   | بعثة الأمم المتحدة للشرطة المدنية في هايتي                                         | MIPONUH  | هايتي               | تدريب الشرطة الوطنية الهايتية       |               |
| 2000 - 2001   | بعثة الدعم المدنية الدولية للجمعية العامة للأمم المتحدة في هايتي                   | MICAH    | هايتي               | تدريب الشرطة الوطنية الهايتية       |               |
| 2004-2017     | بعثة الأمم المتحدة لتحقيق الاستقرار في هايتي                                       | MINUSTAH | هايتي               | تمرد هايتي 2004                     |               |

### آسيا والمحيط الهادئ
| تواريخ المهمة | اسم المهمة                                               | الاختصار | المكان                             | النزاع                                | الموقع الرسمي |
| ------------- | -------------------------------------------------------- | -------- | ---------------------------------- | ------------------------------------- | ------------- |
| 1962 - 1963   | قوة الأمم المتحدة للأمن في غينيا الجديدة الغربية         | UNSF     | غينيا الجديدة الهولندية/ إندونيسيا | نقل السيادة على غينيا الجديدة الغربية |               |
| 1965 - 1966   | بعثة الأمم المتحدة للمراقبة في الهند وباكستان            | UNIPOM   | الهند/ باكستان                     | الحرب الباكستانية-الهندية             |               |
| 1988 - 1990   | بعثة الأمم المتحدة للمساعي الحميدة في أفغانستان وباكستان | UNGOMAP  | أفغانستان/ باكستان                 | الحرب السوفيتية في أفغانستان          |               |
| 1991 - 1992   | بعثة الأمم المتحدة المتقدمة في كمبوديا                   | UNAMIC   | كمبوديا                            | الاحتلال الفيتنامي على كمبوديا        |               |
| 1992 - 1993   | سلطة الأمم المتحدة الانتقالية في كمبوديا                 | UNTAC    | كمبوديا                            | الاحتلال الفيتنامي على كمبوديا        |               |
| 1994 - 2000   | بعثة مراقبي الأمم المتحدة في طاجيكستان                   | UNMOT    | طاجيكستان                          | الحرب الأهلية في طاجيكستان            |               |
| 1999          | بعثة الأمم المتحدة في تيمور الشرقية                      | UNAMET   | تيمور الشرقية                      | الغزو الاندونيسي لتيمور الشرقية       |               |
| 1999 - 2000   | إدارة الأمم المتحدة الانتقالية في تيمور الشرقية          | UNTAET   | تيمور الشرقية                      | الغزو الاندونيسي لتيمور الشرقية       |               |
| 2002 - 2005   | بعثة الأمم المتحدة للدعم في تيمور الشرقية                | UNMISET  | تيمور الشرقية                      | الغزو الاندونيسي لتيمور الشرقية       |               |
| 2006 - 2012   | بعثة الأمم المتحدة المتكاملة في تيمور                    | UNMIT    | تيمور الشرقية                      | أزمة تيمور الشرقية                    |               |

### أوروبا
| تواريخ المهمة | اسم المهمة                                                                   | الاختصار | المكان                      | النزاع                     | الموقع الرسمي |
| ------------- | ---------------------------------------------------------------------------- | -------- | --------------------------- | -------------------------- | ------------- |
| 1992 - 1995   | قوة الحماية التابعة للأمم المتحدة                                            | UNPROFOR | يوغوسلافيا السابقة          | حرب يوغسلافيا              |               |
| 1993 - 2009   | بعثة مراقبي الأمم المتحدة في جورجيا                                          | UNOMIG   | جورجيا                      | الحرب الأبخازية            |               |
| 1994 - 1996   | عملية الأمم المتحدة لاستعادة الثقة في كرواتيا                                | UNCRO    | كرواتيا                     | حرب الاستقلال الكرواتية    |               |
| 1995 - 2002   | بعثة الأمم المتحدة في البوسنة والهرسك                                        | UNMIBH   | البوسنة والهرسك             | حرب البوسنة والهرسك        |               |
| 1995 - 1999   | قوة الأمم المتحدة للانتشار الوقائي                                           | UNPREDEP | مقدونيا                     | ما بعد الحرب اليوغوسلافية  |               |
| 1996 - 1998   | إدارة الأمم المتحدة الانتقالية في سلافونيا الشرقية وبارانيا وسيرميوم الغربية | UNTAES   | كرواتيا                     | حرب الاستقلال الكرواتية    |               |
| 1996 - 2002   | بعثة مراقبي الأمم المتحدة في بريفلاكا                                        | UNMOP    | كرواتيا/ يوغوسلافيا السابقة | النزاع الأرضي على بريفالكا |               |
| 1998          | فريق الأمم المتحدة لدعم الشرطة المدنية                                       | UNPSG    | كرواتيا                     | حرب الاستقلال الكرواتية    |               |

### الشرق الأوسط
| تواريخ المهمة | اسم المهمة                                                       | الاختصار | المكان         | النزاع                                                      | الموقع الرسمي |
| ------------- | ---------------------------------------------------------------- | -------- | -------------- | ----------------------------------------------------------- | ------------- |
| 1956 - 1967   | قوة الطوارئ الأولى التابعة للأمم المتحدة                         | UNEF I   | مصر/ إسرائيل   | العدوان الثلاثي                                             |               |
| 1958          | فريق مراقبي الأمم المتحدة في لبنان                               | UNOGIL   | لبنان          | أزمة لبنان 1958                                             |               |
| 1963 - 1964   | بعثة الأمم المتحدة للمراقبة في اليمن                             | UNYOM    | اليمن          | الحرب الأهلية اليمنية (أنظر أيضا الجمهورية العربية اليمنية) |               |
| 1973 - 1979   | قوة الطوارئ الثانية التابعة للأمم المتحدة                        | UNEF II  | مصر/ إسرائيل   | حرب أكتوبر                                                  |               |
| 1988 - 1991   | مجموعة المراقبة العسكرية التابعة للأمم المتحدة بين إيران والعراق | UNIIMOG  | إيران/ العراق  | حرب الخليج الأولى                                           |               |
| 1991 - 2003   | بعثة الأمم المتحدة للمراقبة في العراق والكويت                    | UNIKOM   | العراق/ الكويت | حرب الخليج الثانية                                          |               |
| 2012          | بعثة الأمم المتحدة للمراقبة في سوريا                             | UNSMIS   | سوريا          | الحرب الأهلية السورية                                       |               |

## مهمات حالية (16)

### أفريقيا
| بداية المهمة | اسم المهمة                                                                               | الاختصار | المكان                 | النزاع                                              | الموقع الرسمي |
| ------------ | ---------------------------------------------------------------------------------------- | -------- | ---------------------- | --------------------------------------------------- | ------------- |
| 1991         | بعثة الأمم المتحدة لتنظيم استفتاء في الصحراء الغربية                                     | MINURSO  | الصحراء المغربية       | نزاع الصحراء المغربية                               |               |
| 2003         | بعثة الأمم المتحدة في ليبيريا                                                            | UNMIL    | ليبيريا                | الحرب الأهلية الليبيرية الثانية                     |               |
| 2004         | عملية الأمم المتحدة في ساحل العاج                                                        | UNOCI    | ساحل العاج             | الحرب الأهلية الإيفوارية الأولى                     |               |
| 2007         | العملية المختلطة للاتحاد الأفريقي والأمم المتحدة في دارفور                               | UNAMID   | السودان                | نزاع دارفور                                         |               |
| 2010         | بعثة منظمة الأمم المتحدة لتحقيق الاستقرار في جمهورية الكونغو الديمقراطية                 | MONUSCO  | جمهورية الكونغو        | نزاع كيفو                                           |               |
| 2011         | قوة الأمم المتحدة الأمنية المؤقتة لأبيي                                                  | UNISFA   | السودان                | النزاع السوداني في جنوب كردفان والنيل الأزرق        |               |
| 2011         | بعثة الأمم المتحدة في جنوب السودان                                                       | UNMISS   | جنوب السودان           | العنف العرقي في جنوب السودان النزاع في جنوب السودان |               |
| 2013         | بعثة الأمم المتحدة المتكاملة المتعددة الأبعاد لتحقيق الاستقرار في مالي                   | MINUSMA  | مالي                   | الصراع في شمال مالي                                 |               |
| 2014         | بعثة الأمم المتحدة المتكاملة المتعددة الأبعاد لتحقيق الاستقرار في جمهورية أفريقيا الوسطى | MINUSCA  | جمهورية إفريقيا الوسطى | صراع جمهورية أفريقيا الوسطى                         |               |

### الأمريكيتين
| بداية المهمة | اسم المهمة                                   | الاختصار | المكان | النزاع            | الموقع الرسمي |
| ------------ | -------------------------------------------- | -------- | ------ | ----------------- | ------------- |
| 2004         | بعثة الأمم المتحدة لتحقيق الاستقرار في هايتي | MINUSTAH | هايتي  | إنقلاب هايتي 2004 |               |

### آسيا والمحيط الهادئ
| بداية المهمة | اسم المهمة                                            | الاختصار | المكان         | النزاع     | الموقع الرسمي |
| ------------ | ----------------------------------------------------- | -------- | -------------- | ---------- | ------------- |
| 1949         | فريق مراقبي الأمم المتحدة العسكريين في الهند وباكستان | UNMOGIP  | الهند وباكستان | نزاع كشمير |               |

### أوروبا
| بداية المهمة | اسم المهمة                                   | الاختصار | المكان | النزاع     | الموقع الرسمي |
| ------------ | -------------------------------------------- | -------- | ------ | ---------- | ------------- |
| 1964         | قوة الأمم المتحدة لحفظ السلام في قبرص        | UNFICYP  | قبرص   | نزاع قبرص  |               |
| 1999         | بعثة الأمم المتحدة للإدارة المؤقتة في كوسوفو | UNMIK    | كوسوفو | حرب كوسوفو |               |

### الشرق الأوسط
| بداية المهمة | اسم المهمة                            | الاختصار | المكان       | النزاع                                                                       | الموقع الرسمي |
| ------------ | ------------------------------------- | -------- | ------------ | ---------------------------------------------------------------------------- | ------------- |
| 1948         | هيئة الأمم المتحدة لمراقبة الهدنة     | UNTSO    | الشرق الأوسط | تراقب مختلف الهدنات ووقف إطلاق النار وتساعد UNDOF و UNIFIL.                  |               |
| 1974         | قوة الأمم المتحدة لمراقبة فض الاشتباك | UNDOF    | هضبة الجولان | الانسحاب المتفق عليه من قبل القوات السورية والإسرائيلية في أعقاب حرب أكتوبر. |               |
| 1978         | قوة الأمم المتحدة المؤقتة في لبنان    | UNIFIL   | لبنان        | عملية الليطاني حرب لبنان 2006                                                |               |

## مقالات ذات صلة
- قوات حفظ السلام
- الأمم المتحدة

## روابط خارجية
- الموقع الرسمي للأمم المتحدة.
- الموقع الرسمي لعمليات حفظ السلام.